# Guiné Equatorial nos Jogos Olímpicos de Verão de 1988
O Guiné Equatorial participou dos Jogos Olímpicos de Verão de 1988 em Seul, na Coreia do Sul. Não conquistou nenhuma medalha, nem de ouro, nem de prata e nem de bronze. Foi a segunda participação do país em Jogos Olímpicos de Verão.

## Desempenho

### Atletismo
Masculino
| Prova | Atleta             | Preliminares | Preliminares | Quartas     | Quartas     | Semifinal   | Semifinal   | Final       | Final       |
| Prova | Atleta             | Marca        | Posição      | Marca       | Posição     | Marca       | Posição     | Marca       | Posição     |
| ----- | ------------------ | ------------ | ------------ | ----------- | ----------- | ----------- | ----------- | ----------- | ----------- |
| 100 m | Secundino Borabota | 11.52        | 96           | Não avançou | Não avançou | Não avançou | Não avançou | Não avançou | Não avançou |